# 海吉哈特沙尔
海吉哈特沙尔，是匈牙利沃什州所辖的一个村，总面积4.58平方公里，总人口145，人口密度31.7人/平方公里（2010年1月1日）。